# Ramanathapuram
Ramanathapuram (en tamil: இராமநாதபுரம் ) es una localidad de la India capital del distrito de Ramanathapuram, estado de Tamil Nadu.

## Geografía
Se encuentra a una altitud de 10 m.s.m. a 546 km de la capital estatal, Chennai, en la zona horaria UTC +5:30.

## Demografía
Según estimación 2010 contaba con una población de 69 481 habitantes.